# Paul Zifferer
Paul Zifferer (1879–1929) était un romancier cosmopolite autrichien, d'origine morave, qui fut diplomate, journaliste et critique d'art.

## Biographie
Il est originaire d'une famille juive de distillerie de Moravie, Paul Zifferer a été éduqué au collège Stanislas à Paris, il débute en 1897, à 18 ans, par un recueil de contes. Il fréquente les jeunes auteurs brillants du cercle littéraire "Jung Wien" et rédige des articles pour la Neue Freie Presse.
Après la Première Guerre mondiale et le rétablissement des relations diplomatiques, il devient l'attaché littéraire de la légation d'Autriche à Paris. Il est en même temps représentant à Paris de l'agence de presse autrichienne, la Telegraphen Korrespondantz Bureau ("Korbureau"), basée à Vienne et dirigé par le docteur Joseph Karl Wirth, qui contrôlait l'information sur toute l'Europe de l'Est à l'époque de l'Empire austro-hongrois. La Revue de Genève, publication littéraire a fait connaître ses livres en pays francophones. Il a édité les œuvres de jeunesse de Gustave Flaubert.

### Œuvres
- L'Habit du Jongleur (livre de nouvelles)
- La Nuit claire (drame en vers)
- L'Etrangère (roman)
- La ville impériale (roman traduit par Marcel Dunan)
- L'auberge engloutie (nouvelle traduite par Marcel Dunan)
- Le saut dans l’inconnu (roman écrit en français)